# 南四国

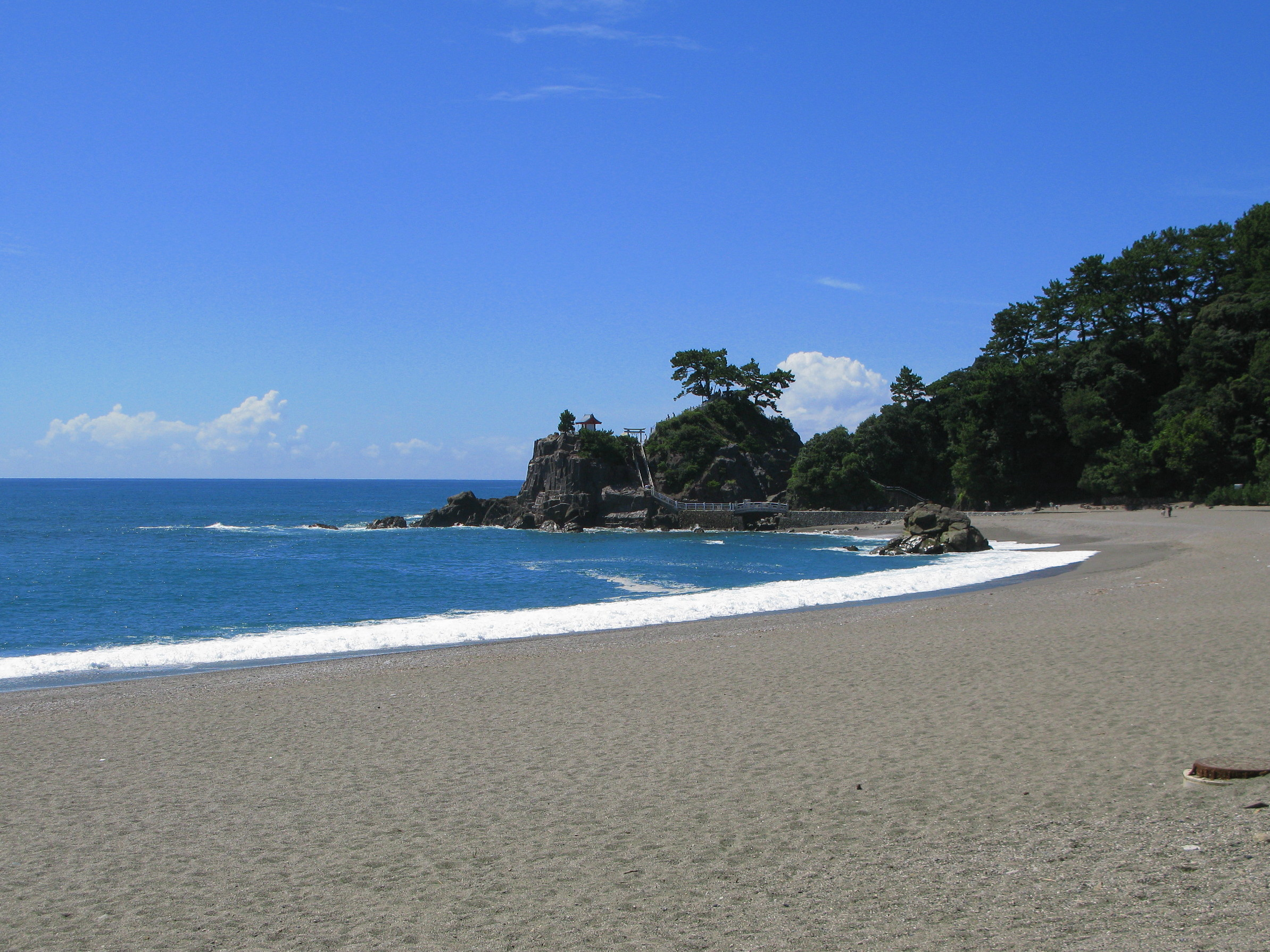
桂浜（高知県）

南四国（みなみしこく）とは、四国4県のうち徳島県と高知県をあわせて指す名称。

## 概要
南四国に対し、香川県と愛媛県を北四国と呼ぶ。但し地理的には、徳島県と愛媛県は緯度的には重なっており、むしろ徳島県がやや北に位置している。おおむね太平洋に面している南四国に対し、北四国は瀬戸内海に面している割合が多い。気候は海洋性で、温暖湿潤である、また台風の通過も多い。四国一の河川である吉野川が流れていることもあり、水資源が豊富であるが、これは北四国の愛媛県、香川県がたびたび水不足に見舞われる地域であるのとは対照的である。因みに気象庁における予報用語では徳島県南部・高知県・愛媛県南予地方を「四国の太平洋側」と定義していて、概ね南四国のエリアと一致する。
四国各地を結ぶ「四国横断自動車道」の開通など交通の便が改善されたこともあり、現在では四国を南北2つにブロック分けすることは少なくなっている。むしろ徳島県と香川県で「東四国」、高知県と愛媛県で「西四国」と呼ぶことの方が多くなっている。

## 他地域との結びつき
北四国が対岸の中国地方と経済や人的な結びつきが強いのに対し、南四国は中国地方とはほとんど交流がないが、徳島県は対岸の関西地方と交流が深い。

## その他
- 徳島市と高知市の市外局番は、いずれも088である。かつてはそれぞれ4桁（徳島市は0886、高知市は0888）だったが、市内局番を2桁から3桁に移行するさいに市外局番の最終桁が市内局番の1桁目に移動したためである。当然ながら別MAとなっているため、通話料金は市外通話扱いとなり、ダイヤル時には市外局番を付ける必要がある。
- 在地（特に高知県）の企業名などで「南四国」が用いられることがある。
- 2016年の第24回参議院議員通常選挙から全国で2つしかない合区となった。（徳島県・高知県選挙区）